# 小行星20017
小行星20017（20017 Alixcatherine）是一颗绕太阳运转的小行星，为主小行星带小行星。该小行星于1991年10月19日发现。

## 轨道参数
小行星20017的轨道半长轴为381 346 587 km，2.5491082 UA，离心率为0.118。